# Rózsakeresztesek

Rózsakereszt

A rózsakeresztesek egy titkos társaság, alapítója az eredetileg lutheri és paracelsusi tanokat követő Johann Valentin Andreae, aki a 17. században elsősorban a gnoszticizmusra épülő „evangélikus-keresztény-ezoterikus” iskolát hozott létre.

## Előzmények
Egyes források szerint már 46-ban is létezett egy rend, melyet a gnosztikus Ormus alapított, és aminek jelképe egy vörös kereszt, másképp rózsakereszt volt. 1188-ban pedig már létezett a L'ordre de la Rose-Croix Veritas nevű szervezet, amelyek azonban nem tekinthetőek a történelmileg ismert rózsakeresztesek közvetlen előzményének.

## Történetük
A rózsakeresztes testvériség alapítója a 15. század első éveiben a hagyományok szerint Christian Rosenkreutz volt.
A testvérek a következőkre kötelezték magukat:
1. Senki sem űz más mesterséget, mint betegek gyógyítását, azt is minden haszon nélkül.
2. Senki sem köteles egyenruhát viselni, mindenki országának megfelelően öltözködik.
3. Minden testvér, minden évben C napon S-ben megjelenik; távolmaradását megindokolja.
4. Minden testvér gondoskodik egy értelmes utódról, aki őt követi hivatásában.
5. Az R. C. legyen a testvérek pecsétje, jelszava.
6. A testvériség 100 évig titokban maradjon.

A legenda szerint 1604-ben Johann Valentin Andreae württembergi teológus találta meg CRC barlangsírját. Andreae 1586. augusztus 17-én született Herrenbergben (Württenberg) és 1654. június 27-én halt meg Stuttgartban. A teológiát a tübingeni egyetemen hallgatta, azután bejárta Olasz- és Franciaországot, végül Németországba tért vissza. Több helyen lelkészkedett. Luther követője volt. Ő a szerzője a kiáltványoknak. A munkákon a szerző neve nincsen feltüntetve, mindössze csak a "Vale" üdvözlő szócska van aláírva. Ezért többen kétségbe vonták szerzőségét, így Hermann Kopp, Eckhardt Sándor és mások. Azonban az egyes könyvek közötti összefüggés és az elbeszélés módja kétségkívül bizonyítja, hogy szerzőjük azonos. Az is kétségtelen, hogy a régi írók Andreae-t tartották a könyvek szerzőjének.

Egyesek azt állítják, hogy a rózsakeresztesrend alapítására ezek a munkák adtak alapot. De helyesen állapítja meg Eckhardt, hogy az efféle tudós tréfa, ha ugyan ennek nevezhető, nem elegendő ilyen nagy szellemi mozgalom keletkezéséhez. Kétségtelen, hogy a rózsakeresztesek társasága Németországban keletkezett. Ennek egyik lelkes tagja, Michael Maier, aki 1620 körül vitte át a tanokat Angliába, ahol Robert Fludd dolgozott a társaság megszervezésén. A 17 század folyamán a források szerint a Skót Pendragon uralkodóház prominens tagja is tanulója volt a rózsakeresztes szövetségnek, Asaph Pendragon. A rózsakeresztesség azonban nagyon sokat köszönhet Andereae könyveinek. A figyelmet a titkos társulásra ő hívta fel, s az alkimisták kaptak a tömörülés gondolatán.
E rózsakeresztes testvériség tanításai sokat merítettek a manicheus és a gnosztikus filozófiából, ami részben még a templomosoknál is fellelhető volt.
A monda egy másik változata szerint Angliában keletkezett. Rosenkreutz megunva az utazásokat, London mellett Staffordshire-ben egy barlangba vonult, ahol elzárkózva a világtól, könyvet írt. Csak atyja testvérének fia van mellette, az ügyes rajzoló. Ezzel megfogadtatja, hogy halála után a barlangot lezárja, miután a tanítványok nevét egy kőre rávéste. Minden akarata szerint történt. A barlang előtt nagy fa állott. Igen idős fa. Egy községi parasztnak régen szemet szúrt a fa, elhatározta, hogy kivágja. Ez 120 évvel az apostol halála után történt. Alig fog hozzá, belezuhan a barlangba. A torlaszokat egymásután elszedi, mert azt hiszi, nagy kincsre talált. Amint így tovább halad, földalatti világosságot lát. A fény után indulva, egy helyiségbe jut, ahol egy aggastyán ül könyv előtt, s felette egy örökké égő lámpa. A paraszt az aggastyán felé lép. Az agg az első lépésnél felemelkedik, s pálcát vesz kezébe, a másodiknál felemeli, a harmadiknál pedig belecsap a lámpába úgy, hogy az kialszik. A paraszt ordítására társak sietnek elő, s fáklyafénynél átvizsgálják a barlangot. Ott csak sírt találnak és sok iratot.
Így fedezték volna fel Christian Rosenkreutz sírját.
1607-16 között, két névtelen kiáltvány jelent meg először a Német-római Birodalomban, majd Európa több államában. Ezek a "Fama Fraternitatis RC" (A testvériség híre) és a "Confessio Fraternitatis" (A testvériség hitvallása). Ezen dokumentumok, melyek a “legdicséretreméltóbb rendjét” szólították meg a misztikus-filozófuscsoportoknak, és az emberiség általános reformálását igyekeztek kieszközölni, hatalmas lelkesedést váltottak ki, ahogy erről Frances Yates beszél, a “Rózsakeresztes felvilágosodás” című művében. A kiáltványok a művelt közönség széles köreiben inspiráltak sokakat arra, hogy a renddel való kapcsolatfelvétel lehetőségét keressék.
A "Fama Fraternintatis RC" egy német tudós és misztikus filozófus legendáját mondja el, akit a „CRC testvér” névvel jelöl (őt a harmadik kiáltványban később mint Christian Rosenkreuz-ot vagy „Rózsakeresztet” mutat be). 1378-at adja meg a kiáltvány, mint Christian Rosenkreuz („a mi Keresztély atyánk”) születési dátumát és megállapítja, hogy 106 évet élt. Miután a Közel-Keleten tanult különböző mesterektől, tanítóktól, (akik feltehetőleg a szufizmushoz vagy a zoroasztrianus valláshoz tartoztak), képtelen volt a megszerzett tudást Európa tanult főinek továbbadni, mivel mindenhol értetlenséggel és féltékenységgel találkozott részükről. Ezek után a követők kis csoportját gyűjtötte össze, megalapítva a Rózsakeresztes Rendet.
Christian Rosenkreuz életében a rend nem több, mint nyolc tagot számlált, akik mindegyike tudós volt. A csoport minden tagja esküvel kötelezte magát, hogy ingyen gyógyítani fogja a betegeket, ápolni fogja a titkát a közösségnek, és megtalálja utódját, mielőtt levetné anyagtestét. A csoport tagjainak három generációja váltotta egymást 1500-1600 között. Amikor a tudományos, filozófiai és vallási szabadság Európa szerte kibontakozott, lehetővé vált, hogy a nyilvánosságra hozzák a rózsakeresztesek tanait, elkezdték megkeresni az arra érdemeseket.
A klasszikus rózsakeresztes kiáltványok közül a harmadik "Christian Rosenkreutz kémiai menyegzője" (Chymische Hochzeit Christiani Rosencreutz anno 1459). A mű a szerző megnevezése nélkül, 1616-ban jelent meg Strasburgban. Ennek ellenére Johann Valentin Andreae-t (1586-1654) tekintjük a mű szerzőjének, aki önéletírásában a szerzőségéről vall.
Ez az allegorikus történet, amely 7 napra bomlik, akár csak a Genezis könyve, Christian Rosenkreuz történetét meséli el, aki lehetőséget kapott, hogy részt vegyen a király menyegzőjén. CRC története a meghívás csodálatos aktusával kezdődik, majd a menyegző helyszínére történő utazással folytatódik. Az utazás során CRC mindenétől megszabadul, és a királyi várba lépve még ruhájától is megfosztják. Az elkövetkező napokban, a nagy eseményre történő előkészületek során CRC-nek több próbát kell kiállnia, miközben előre halad saját beavatási ösvényén. A főhős beavatási története próbákon, megtisztuláson, halálon, és feltámadáson keresztül vezet a mennyekbe való felmenetelig.
Erről nagyon szépen ír Goethe (aki állítólag fiatalkorában átesett egy rózsakeresztes beavatáson) Die Geheimnisse (Rejtelmek) c. költeményében, mely azonban a nyilvánosság számára töredék maradt.
A rózsakeresztesek – pontosabban a szabadkőművesek – beépültek II. Rudolf prágai udvarába is. A titkos tudományokat kedvelő uralkodó azt vallotta, hogy a kellő felkészültségű, kitartó, hitbuzgó emberek rábukkannak az aranykészítés titkára is.
A rózsakeresztes rendbe való felvétel szertartások mellett folyt le. A jelölttel nem ismertették meg azonnal titkukat, hanem kérdésekkel iparkodtak felfogását megállapítani. Avatáskor a főmester beszédet tartott. Előadásának tárgya a bölcsek kövével állott összefüggésben. Rámutatott annak lehetőségére, példákat hozott fel a fémátalakításra, bizonyította az aranycsinálás isteni eredetét és a jelölteket Istenfélelemre intette.
A rózsakeresztes-rend tagjai ügyeltek arra, hogy a titok avatatlanok kezébe ne jusson. Az eskü az avatatlanokkal és az alacsonyabb fokozatban állókkal szemben volt kötelező. Magasabb fokozatban titoknak helye nincs. Az eskü letétele után
bizonyos mértékű felvilágosítás következett. A keresőt bevezették "Salamon tudomány"-ába. Ehhez tartozott a jelvények magyarázata,[12] az alkémista könyvek ajánlása. A rózsakeresztesek jelvényei szőnyegbe voltak szőve. Itt volt látható a frigyszekrény. Ennek értelme: a rózsakeresztes Istent szívében hordja. A hét pont, a hét bolygót: Nap, Hold, Merkur, Venus, Mars, Jupiter, Saturnus, illetve a hét fémet: arany, ezüst, kéneső, réz, vas, ón, ólom jelenti.
A rózsakereszteseket a római katolikus egyház üldözte, az inkvizítorok az eretnekség egyik formájának tekintették.
Ez az áramlat a 18. századtól a szabadkőművességben mutatható ki a 19. századig.

## Szimbolika
A rózsakeresztesek szimbólumának többféle értelmezése is ismeretes. Egyik értelmezése szerint a kereszt jelképezi az emberi testet, míg a rózsa a kinyíló tudatosságot. Mások szerint Krisztus jelképe, az áldozaté és Jézus vérének szimbóluma.

## Alkimisták és okkultisták

### A 14-17. század között

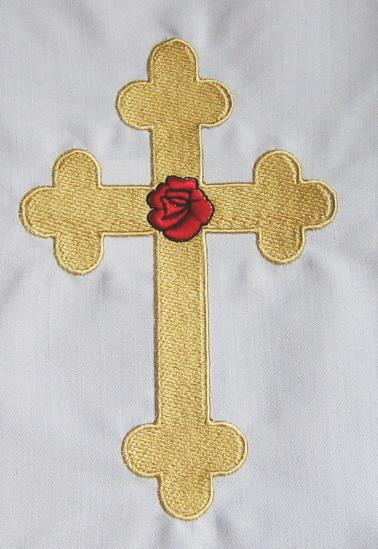
Rózsakereszt

1. Paracelsus
2. Christian Rosenkreutz
3. Nostradamus
4. Francis Bacon
5. Nicolas Flamel
6. Johann Valentin Andreae
7. John Dee
8. Robert Fludd
9. Angelus Silesius
10. Jakob Böhme
11. Comenius
12. Henricus Madathanus Theosophus

## Comenius rózsakeresztes politikai tevékenysége Magyarországon
A protestantizmussal szorosan összefonódott rózsakeresztes mozgalom politikai céljának tekintette "az egész világ megreformálását", és ennek részeként a Katolikus Egyház és a Habsburg-ház császári hatalmának megdöntését, illetve a jezsuita rend (Jézus-társasága) elpusztítását. Comenius, a Cseh Testvérek huszita eredetű egyházának lelkésze, majd püspöke egész életében politikai szervezőtevékenységet fejtett ki e célok érdekében. Ennek keretében meghívatta magát Magyarországra Lorántffy Zsuzsannával és a Rákóczi család sárospataki várában 1651. június 26-án maga eskette össze az erdélyi fejedelem, I. Rákóczi György másodszülött fiát, Rákóczi Zsigmondot Pfalzi Henriettával, V. Frigyes néhai pfalzi választófejedelem és cseh "Téli Király", a rózsakeresztes párt egykori vezére leányával. A politikai házasságtól a rózsakeresztes mozgalom tagjai a Rákócziak vezette Erdély és a Rákóczi Zsigmond által megszerezni kívánt Magyar Királyság bevonását remélték a Habsburgok és a katolicizmus ellen tervezett összeurópai szövetségbe. Comenius két titkos iratban igyekezett e politika folytatására rávenni Rákóczi Zsigmondot, illetve a fejedelmi családot, Sermo secretus Nathanis ad Davidem (Nátán bizalmas beszéde Dávidhoz), illetve Sermo secretior (Még bizalmasabb beszéd) címmel. Ezekben egy titkos (rózsakeresztes) társaság megalapítására próbálta rávenni a fejedelemfit, melynek hős tagjai megjobbítják a világot és kipusztítják a jezsuitákat.  

## Rózsakeresztesek Magyarországon a 18. században
1. Saint-Germain grófja
2. Báróczi Sándor
3. Bessenyei György
4. Wallaskay János
5. Gömöry Dávid

## Rózsakeresztes mozgalom a 18. században
A Rózsakeresztes hagyomány szerint 120 éves periódusok követik egymást, mint alvó, és aktív. Az 1616-os színre lépést tekintve alapnak és aktívnak + 120 év az 1736-ot ad ki. Ebből az időszakból nagyon kevés információnk van. A forrásokból csak annyit tudunk, hogy Hesseni Károly idejében Kassel-ben működtek Rózsakeresztesek Dániában a 18. század végén is, amelyek hellyel-közzel függetlenek voltak az akkor már megszilárdult szabadkőműves páholyoktól. Ekkora tehető St. Germain tevékenysége is.
Vitatott tény, hogy az építő céhekből a Rózsakeresztesek hozták létre a Szabadkőművességet. Részben tanaikban, rítusaikban létezett ez idő tájt – 120 éves alvó periódus.

### Rózsakeresztes rendek
- Sovereign Chapter of Knights of the Black Eagle Rose-Cross (SCKBERC) 1763, Pierre-Jacques és Jean-Baptiste Willermoz alapították.
- OARRAC – valamikor a 17. században, de a 18. században még működött.

## A Rózsakeresztes Testvériség fokozatai
- 0°- Neophita
- 1°- Juniores
- 2°- Theoreticus
- 3°- Practicus
- 4°- Philosophus
- 5°- Minores
- 6°- Maiores
- 7°- Adeptus Extempus
- 8°- Magister
- 9°- Magus
- Az utolsó a 10°, amely az Istent: 1 és a Világot: 0 egyesíti magában.

## A 19. században
A hagyomány alapján 1856-ban kellett volna újra aktív állapotba kerülnie.

### A 19. századi Rózsakeresztes Rendek
- Fraternitas Rosae Crucis (FRC) Paschal Beverly Randolph (1825–1875) által alapítva 1856–ban, Egyesült Államok. Nincs köze, a névhasonlóságon kívül, az 1920-ban alapított rendhez
- Societas Rosicruciana in Anglia (SRIA) A Szabadkőműves Robert Wentworth Little [1840-1878] által alapítva 1860-1865 között. Ennek ágai: Societas Rosicruciana in Scotia (SRIS); Societas Rosicruciana in Canadiensis (SRIC); Societas Rosicruciana in America (SRIA)
- Societas Rosicruciana in Civitatibus Foederatis (SRICF) Pennsylvaniában 1879-ben, csak Mester Szabadkőművesek számára volt nyittt.
- The Hermetic Order of the Golden Dawn (HOGD) 1888-ban alapítva
- Ordo Templi Orientis (OTO) létrehozva 1895-ben
- Ordre Kabbalistique de la Rose Croix (A Rózsakereszt Kabbalisztikus Rendje) (OKRC) 1888 Franciaország
- l'Ordre de la Rose Croix Catholique et Esthetique, du Temple et du Graal (OR+CC) 1890 Franciaország; ugyanebben az évben francia rendek: Ordo Aureć & Rosć Crucis (Antique Arcanć Ordinis Rosć Rubeć et Aureć Crucis)(OARC), Alchemical Rose-Croix Society (Association Alchimique de France), Rose-Croix de l'Orient (Rose-Cross of the East) (RCO)

### Petőfi Sándor rózsakeresztes műve
Hamvas Levente Péter szerint Petőfi Sándor: A hóhér kötele c. művében rejtett módon a rózsakeresztességre utal. Tündérasszony vitriolban – Alkímiai és rózsakeresztes vonatkozások a János vitézben című tanulmányában az alkímiai allegóriának tekintett és részletesen elemzett János vitéz mellett egyetlen másik Petőfi-műként A hóhér kötelét említi, melybe Petőfi alkímiai-rózsakeresztes utalásokat rejtett. A hóhér kötele cselekménye, szimbolikája számos ponton rokonságot mutat a János vitézével. Hamvas Levente Péter elmélete szerint Petőfi a rózsakeresztesség alapítója, Johann Valentin Andreae nevét a regény főhőse és legközvetlenebb társai nevében rejtette el: Andorlaki Máté (Andreae), hű szolgája, János (Johann) és fia, Bálint (Valentin). Andorlaki öngyilkossá váló menyasszonya pedig Róza, ami szintén a RÓZSAkeresztességre utal. Petőfi tanulmányait többek között Selmecbányán, a hazai alkímia és titkos (hivatalosan tiltott) rózsakeresztesség egyik korabeli fellegvárában végezte. 

## A 20. században
Rudolf Steiner több előadásában és könyvében behatóan foglalkozott a rózsakeresztességgel.
Saint-Germain 18. században meg nem valósult alapeszméit („szabadság, egyenlőség, testvériség”) is ő kívánta a gyakorlatban – a szociális élet hármas tagozódásának eszméje alapján – alkalmazni, ám ez az adott körülmények közt nem volt lehetséges.
Jelentős hatással volt a gödöllői művésztelep munkásságára (Nagy Sándor festménye, az Ave Miriam (MNG) Mária-alakja nem liliomot kap az arkangyaltól, hanem rózsát.

### A 20. századi Rózsakeresztes Rendek
- Rosicrucian Fellowship (Association of Christian Mystics) (RF) 1908-1911 között alapítva
- Rózsakereszt Templomának Rendje (OTRC) 1912 London
- Corona Fellowship of Rosicrucians (CFR) 1912 London
- Antiquus Mysticusque Ordo Rosae Crucis (AMORC) 1909–1915 között alapította Harvey Spencer Lewis
- Ancient Rosae Crucis (ARC)
- ConFraternity Rosae + Crucis (CR+C)
- Fraternitas Rosae Crucis (FRC) Reuben Swinburne Clymer [1878-1966] által alapítva 1920-ban
- Collegium Pansophicum (CP) Heinrich Tranker [1880-1956] 1921
- Builders of the Adytum (BOTA)
- The Elder Brothers of the Rose-Croix (Les Frères Aînés de la Rose-Croix) (FARC) Amerikai – Francia.
- Lectorium Rosicrucianum (International School of the Golden Rosycross) (LR) 1924
- Fraternitas Rosicruciana Antiqua (FRA) 1927 alapította Arnoldo Krumm-Heller [1879-1949]
- Fehér Sas Páholy (The White Eagle Lodge) 1936 Grace és Ivan Cooke, Anglia

## Rózsakeresztes irodalom

### Okkult filozófia
- Rudolf Steiner: Theosophie und Okkultismus des Rosenkreuzers, magyarul Rózsakeresztes szellemtudomány (Bp., cc1990; 2008)
- Rudolf Steiner: Die Theosophie des Rosenkreuzers, magyarul A rózsakeresztesek teozófiája (Bp., 2000)
- Maria von Nagy Die Entstehung und das Wirken des Wahren Rosenkreutzertums (kézirat, 1980)
- H. Spencer Lewis: 'Rosicrucian Questions and Answers with Complete History of the Rosicrucian Order', magyarul 'Rózsakeresztes kérdések és válaszok a Rózsakeresztes Rend teljes történetével együtt'.  2010.  ISBN 978-1-162731-84-1
- H. Spencer Lewis: 'Master of the Rose Cross', magyarul 'A Rózsakereszt mestere'.  2009.  ISBN 978-1-893971-21-9
- Max Heindel: Die Weltanschauung der Rosenkreuzer (1909, Januar 2003), ISBN 3-906414-00-0, www

### Irodalmi hivatkozások
- Szerb Antal: Rózsakereszt (1934, és azóta több kiadás). Címét később változtatták A Pendragon legendára
- Szepes Mária: A Vörös Oroszlán (1946 [bezúzták], 1984 [cenzúrázott kiadás], 1989, és azóta több teljes szövegű kiadás)
- Benedek Szabolcs: Rózsakereszt (2007)
- Szathmáry László: A magyar rózsakeresztesek

### Szervezetek
- Societas Rosicruciana in Anglia (SRIA) – hivatalos honlap
- Societas Rosicruciana in Scotia (SRIS) – hivatalos honlap
- Societas Rosicruciana in America (SRIAm) – hivatalos honlap
- Societas Rosicruciana in Civitatibus Foederatis (SRICF) Archiválva 2020. február 22-i dátummal a Wayback Machine-ben – hivatalos honlap
- The Hermetic Order of the Golden Dawn (HOGD) – hivatalos honlap
- Ordo Templi Orientis (OTO) – hivatalos honlap
- Rózsakeresztes Rend A.M.O.R.C. – hivatalos honlap
- Az Arany Rózsakereszt Szellemi Iskolája Archiválva 2006. december 30-i dátummal a Wayback Machine-ben – hivatalos honlap

### Manifesztumok
- Fama Fraternitatis – magyarul
- A Fama – és a Confessio Fraternitatis – angolul
- The Chymical Wedding of Christian Rosenkreutz – angolul

### Egyéb források
- Eckhardt Sándor: Magyar rózsakeresztesek
- Szathmáry László: A magyar rózsakeresztesek
- Bibliotheca Philosophica Hermetica (Ritman Library)
- Watchman Explositor – Kritikai oldal
- Index Fórum: "Rózsakeresztesek"
- Rosicrucians from the Ross Institute
- Information from Occultopedia
- The Alchemy Web Site: Rosicrucianism
- Benedek Szabolcs: Rózsakereszt, avagy kalandregényes tanulóéveink
- Okkultizmus.lap.hu – linkgyűjtemény
- Hesseni Károly